# Иван Бояджиев (футболист)
Вижте пояснителната страница за други личности с името Иван Бояджиев.
Иван Бояджиев – Шпайдела е бивш български футболист, защитник. Юноша на Раковски (Севлиево). Играл е за Локомотив (София) (1957 – 1958) и Локомотив (Пловдив) (1959 – 1971). Има 231 мача и 2 гола в А група (216 мача с 2 гола за Локомотив (Пд) и 15 мача за Локомотив Сф). Вицешампион през 1957 с Локомотив (Сф), бронзов медалист през 1969 с Локомотив (Пд) и финалист за Купата на Съветската армия през 1960 и 1971 г. с Локомотив (Пд). Има 1 мач за А националния отбор. За Локомотив (Пд) има 16 мача в турнира за купата на УЕФА). За него „черно-бялата“ агитка обичаше да казва: "Топката минаваше, човекът – не! Опазва величия като Омар Сивори, Луи дел Сол и Нестор Комбен. Другарува с Никола Котков и Тодор Диев. След приключване на състезателната си дейност работи в Локомотив (Пд).